# Santuário da Nossa Senhora Aparecida
O Santuário de Nossa Senhora Aparecida encontra-se situado na freguesia portuguesa de Torno, na Vila da Senhora Aparecida, no município de Lousada.
O Santuário de Nossa Senhora Aparecida de Torno encontra-se descrito no SIPA.

## História
Aí pelo ano de 1823, no adro de Nossa Senhora da Conceição não se sabe como, alguém descobriu a Imagem de Senhora  Aparecida. Sabe-se que a descoberta foi precedida de estranhos sinais que não paravam de chegar do céu em direcção à entrada de uma antiga mina seca que ficava ali no mesmo sítio do adro.
Essa mina servia de abrigo a um simpático eremita, cuja origem ninguém conhecia, mas que era estimado por todos. Pelos animais e pelas crianças que, encantadas se sentavam ao seu redor a escutar histórias lindas e de sonhar.
Assim corriam os anos até que um dia alguém estranhou o seu desaparecimento. Talvez tivesse ido mais longe nas suas voltas, a algum povo distante mostrar um oratório pequeno que sempre levava consigo, com a Imagem da Virgem Maria. Mas não voltou mais. Até que os tais sinais, relâmpagos certinhos e estrelas que caíam na boca da mina, levaram os fregueses e o pároco a pensarem que algo se passava na tal mina. Foi só escavar um pouco e logo apareceram os trapos do ermitão juntos com a bela Imagem, Aparecida pois claro!

### Lenda da Nossa Senhora Aparecida (Torno - Portugal)
“Nos últimos anos do século XVIII, pedia esmola por esta terra um pobre ermitão, contando-se ser estrangeiro.
Todos o amavam porque era muito bondoso, estimava os animais e respeitava as crianças.
Morava num subterrâneo, numa antiga mina seca, que existia no monte da Conceição, lugar onde hoje se encontra a Ermida de Nossa Senhora Aparecida. Trazia consigo, num oratório, uma imagem da Virgem Maria, que apresentava quando pedia esmola. Por vezes alargava os seus passeios e, assim, se passavam meses sem ser visto nestes sítios. 
Mas, um dia, desapareceu de vez. O que lhe teria acontecido? Ninguém sabia responder. E, assim passou ao esquecimento. Passaram-se muitos anos, até que um fenómeno veio chamar a atenção do povo para o antigo abrigo do ermitão. Eram estrelas cadentes que, em noites seguidas, ali pareciam ir beijar o chão. E também faíscas eléctricas que, em dias de tempestade, ali caíam sem perigo. O povo e o vigário, admirados com o que se passava, resolveram ir escavar e encontraram sinais de uma mina aluída, onde apareceu a pequena imagem da Vírgem, que passou a tomar o nome de Senhora Aparecida.
Geralmente sao feitos em minas de ouro com picaretas e enchadas
Perto de tal imagem, encontrava-se uma panela, alguns restos e carvão. Era ali que o pobre mendigo descansava e foi ali, também, a sua sepultura. Foi, por certo, um novo aluimento que soterrou, mas deixando inteira a pequenina imagem que o acompanhou em vida.
Quando isto se descobriu, os sinos repicaram e lágrimas de alegria cobriram o rosto de todos quantos assistiram a este acontecimento.
A notícia correu todo o norte de Portugal. A partir daí, começou a peregrinação a este santo lugar. Assim começou a festejar-se a Romaria de Senhora Aparecida, nos dias 13, 14 e 15 de Agosto de cada ano. "

## Romaria da Senhora Aparecida

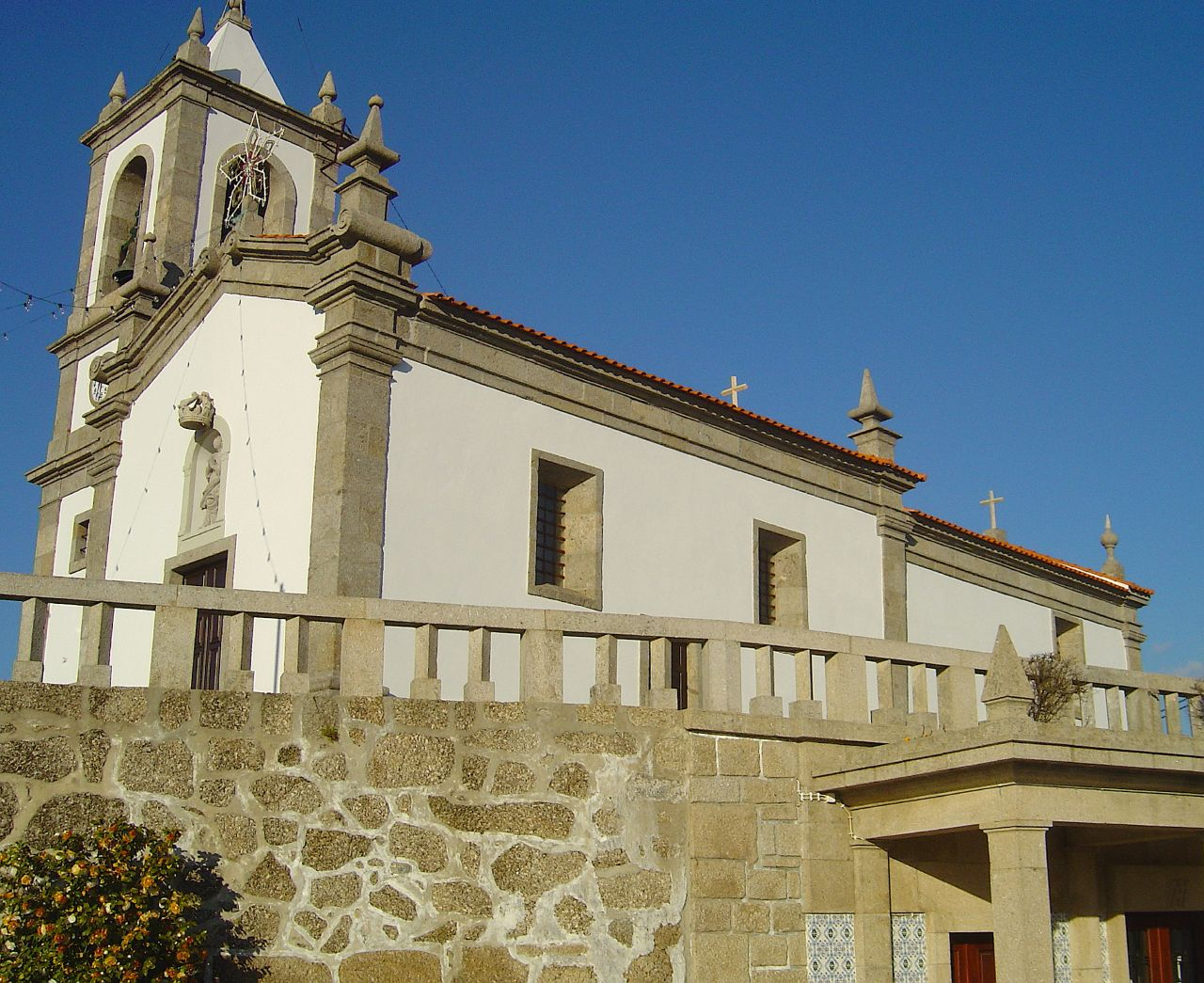
Santuário de Nossa Senhora Aparecida

Pelos meados de Agosto, é tempo de romaria da Senhora Aparecida. Romaria centenária que se realiza na freguesia do Torno, povoação da Senhora Aparecida, nos dias 13, 14 e 15 de Agosto em honra de Nossa Senhora Aparecida.  
No dia 13 faz-se uma festa de gado, Passeio Equestre e corridas de cavalo. Encontro de Bombos (consoante o número de anos da romaria)e Festival Folclórico. 
No dia 14 começa com as entradas das bandas e a preparação dos andores para a grande procissão. Enfeita-se uma pomposa e comprida procissão, com andores (incluindo o Andor Grande, o maior do país, com 22.52 metros e transportado por perto de 80 homens), muitos pendões de seda, cruzes alçadas, figuras alegóricas a pé e a cavalo, bois muito grandes enfeitados com flores, campainhas e cavalos. 
Ao fim da manhã, é celebrada a Eucaristia Solene no Auditório do Santuário com milhares de fiéis.
É uma romaria de tradições religiosas sendo de destacar a importante procissão, que decorre sempre ao fim da tarde do dia 14, onde se mostra o maior andor existente no país (inscrito no livro dos records do Guinness), transportado por homens. É comovente e consolador ver a crença dos devotos que vêm cumprir as suas promessas, no fim da procissão, arrastando-se de joelhos, amortalhados e carregados com diversos círios. Algumas pessoas, em momentos de aflição, oferecem a Nossa Senhora Aparecida os seus anéis, os seus cordões de ouro, os seus brincos e a Ela lhos vão entregar no dia da sua festa. 
A fé nota-se sempre crescente em todas as pessoas, desde os mais humildes até às de mais elevada posição.
À noite queima-se uma enorme sessão de fogo de artifício (diz-se por ai que é sempre umas das melhores da zona), diversas filarmónicas ali se reúnem também. 
No dia 15 há corrida de motorizadas de 50CC e 80CC durante a tarde, a recordar as velhas corridas de feira.  
A noite é animada com conjuntos musicais populares e grande sessão de fogo de artifício em volta do Santuário e do Grande Andor que se encontra em exposição no adro.

## Oração à Nossa Senhora Aparecida
Querida Mãe Nossa Senhora Aparecida.
Vós que nos amais e nos guiais todos os dias,
vós que sois a mais bela das Mães,resfazer
a quem eu amo de todo o meu coração.
Eu vos peço mais uma vez que me ajudeis a alcançar uma graça.
Sei que me ajudareis e sei que me acompanhareis sempre,
até a hora da minha morte.